# Uvarovia
Uvarovia is een geslacht van rechtvleugeligen uit de familie Chorotypidae. De wetenschappelijke naam van dit geslacht is voor het eerst geldig gepubliceerd in 1930 door Bolívar.

## Soorten
Het geslacht Uvarovia omvat de volgende soorten:
- Uvarovia gracilipes Bolívar, 1931
- Uvarovia longipennis Bolívar, 1930
- Uvarovia shelfordi Bolívar, 1931
- Uvarovia strigata Bolívar, 1898